# Thetidia mongolica
Thetidia mongolica là một loài bướm đêm trong họ Geometridae.